# Zlín
För andra betydelser, se Zlín (olika betydelser).
Zlín, 1949–1990 Gottwaldov, är en stad i östra Tjeckien cirka 80 km öster om Brno med 75 171 invånare (2016). Staden namnändrades under den kommunistiska perioden till Gottwaldov efter presidenten Klement Gottwald.
Här startade Bata, en av världens största skotillverkare med tillverkning i ett 60-tal länder över hela världen, sin verksamhet år 1894. I staden finns ett museum över Batas verksamhet.

## Personligheter
- Tomáš Baťa
- Ivana Trump
- Tom Stoppard

## Sport
Den lokala klubben HC Zlín vann tjeckiska Extraliga i ishockey säsongen 2003/2004. I Zlín spelades ishockeyturneringen Ceska Pojistovna Cup (tidigare Pragobanka Cup) åren 1994–2002.